# Luj XVI., kralj Francuske
Louis XVI (Luj, Ljudevit) (Versailles, 23. kolovoza 1754. – Pariz, 21. siječnja 1793.), francuski kralj u razdoblju od 1774. do 1792., pripadnik dinastije Bourbon. Na prijestolju je u vrijeme izbijanja Francuske revolucije, tijekom koje i sam stradava. Kralj Francuske i Navare 1774. – 1791., francuski kralj 1791. – 1792.

## Vladavina
Unuk Luja XV., u svibnju 1770. oženio se austrijskom nadvojvotkinjom Marijom Antoanetom (Marija Antonija), kćerkom hrvatsko-ugarske kraljice Marije Terezije. Na prijestolje stupa 10. svibnja 1774. kao 20-godišnji nasljednik. 
Prva odluka Luja XVI. bila je vraćanje prava parlamentu kojega je njegov prethodnik pred sam kraj vladavine zabranio zbog straha od mogućih pobuna. Ta odluka donijela je novom kralju trenutnu popularnost koju će kasnije skupo platiti. Doba njegovog krunjenja je s druge strane doba velikih nasljeđenih dugova prethodnika, i Europom raširene netrpeljivosti spram Engleske koja je lako i brzo mijenjala savezništva. Izbijanje Američkog rata za neovisnost (1775. – 1783.) postaje razlog povodljivom kralju da uđe u nepotrebni skupi rat protiv Engleske. Drugim Pariškim mirovnim sporazumom iz 1783. američke kolonije dobivaju nezavisnost, a Francuska ništa osim dugova.

## Francuska revolucija
Katastrofalno financijsko stanje krajem osamdesetih godina 18. stoljeća uvjerilo je kralja u nužnost monetarne reforme za što mu je bilo potrebno zasjedanje generalnih staleža, prvo nakon 1614. godine. Prvi dan zasjedanja generalnih staleža bio je 5. svibnja 1789. da bi već sljedećeg dana došlo do blokade i svađe među zastupnicima različitih slojeva društva. Shvativši svoju grešku Luj XVI. se odlučuje najprije na pokušaje raspuštanja zasjedanja, a nakon neuspjeha 20. lipnja. skupštinu izbacuje na ulicu da bi, uplašen, odluku opozvao 7 dana kasnije.
Ta prvobitna skupština postaje najprije ustavna 7. srpnja, a poslije osvajanja Bastilje 14. srpnja 1789. godine ona predstavlja stvarnu vlast u državi, iako je ona formalno još u rukama kralja. Pravno govoreći od ljeta 1789. godine Luj XVI. je bio ustavni kralj. Njegova odluka u lipnju 1791. da pobjegne iz zemlje čiji je kralj, uspijeva srušiti narodnu sliku o njemu kao o dobrom, ali nesposobnom kralju. Nakon toga on postaje izdajnik čiji život stalno visi o niti. Početak rata s Austrijom u travnju 1792. godine konačno uništava sliku kralja zbog njegove omražene austrijske supruge Marije Antoanete

## Pogubljenje
Kraj životne priče Luja XVI. počinje parlamentarnim proglašenjem republike 21. rujna 1792. godine. Pravno gledajući to proglašenje je bilo važeće zahvaljujući presedanu koji je postavio Luja XV. za kralja 1715. godine. Kada su tijekom studenog te godine na vidjelo izašli pokušaji svrgnutog kralja za svoj povratak na vlast uz pomoć stranih sila njegova sudbina je postala zapečaćena. Na glasovanju parlamenta 19. siječnja 1793. Luj XVI je bio proglašen krivim za izdaju i giljotiniran dva dana kasnije.

## Nasljednici
Njegova sudbina zadesit će i njegovu ženu Mariju Antoanetu koja je pogubljena u listopadu iste godine, dok im je jedini živi sin Louis Charles de France ili Luj XVII. umro u zarobljeništvu 1795. godine. Njegova kćer Marija Terezija postat će nakratko kraljica Francuske kada njen suprug Luj XIX. postane kralj od dvadeset minuta, koji je odmah abdicirao i bio prisiljen emigrirati u Englesku.
Restauracijom monarhije poslije pada Napoleona Bonaparte na vlast će doći brat Luja XVI. Luj XVIII.
| Prethodnik: Luj XV. | Kralj Francuske | Nasljednici: Republika, a sljedeći monarh je Napoleon |